# كريستيان لويد
كريستيان لويد (بالإنجليزية: Christian Lloyd)‏ هو لاعب اتحاد الرغبي نيوزلندي، ولد في 24 يناير 1992 في بول في المملكة المتحدة.

## وصلات خارجية
- كريستيان لويد على موقع ItsRugby.co.uk (الإنجليزية)